# パエアミフィポセチ
パエア ミフィポセチ（Paea Mifiposeti、1987年7月6日 - ）は、ジャパンラグビーリーグワンレッドハリケーンズ大阪に所属するラグビー選手。高校時代より日本で生活し、現在は日本国籍を取得している。

## プロフィール
- トンガ出身[1]。
- ポジションはセンター(CTB)、ウイング(WTB)、スタンドオフ(SO)。
- 身長 178 cm、体重 108 kg
- トンガサムライXVスコッドに選ばれたことがある[2]。
- 日本代表キャップは3。（2016年6月現在）
- 7人制日本代表に選ばれたことがある[3]。
- ニックネームはミフィ。
- 旧名「ミフィポセチ・パエア」。

## 略歴
2004年、母国のトンガから埼玉県に渡り正智深谷高等学校に入学、全国高等学校ラグビーフットボール大会等で活躍した。
2011年、正智深谷高系列の埼玉工業大学に進学、同校を卒業後、NTTドコモレッドハリケーンズ(現・レッドハリケーンズ大阪)に加入。同年11月12日に行われたジャパンラグビートップリーグ第3節の東芝ブレイブルーパス戦に途中出場で日本での公式戦初出場を果たす。
2016年、サンウルブズに加入。また同年6月12日に行われたカナダ遠征でのカナダ代表戦にて先発出場で日本代表初キャップを獲得した。